# Emma Frans
Emma Maria Frans (Uppsala, Suecia, 15 de diciembre de 1981) es una investigadora en epidemiología del Instituto Karolinska de Estocolmo y divulgadora científica sueca. Es conocida por su columna Vetenskapskollen en el periódico Svenska Dagbladet, en la que examina la exactitud y precisión científica de noticias y artículos de divulgación.

## Trayectoria
Frans desarrolló un interés por el funcionamiento del cuerpo y la mente humana desde una edad temprana. Hija de psicólogos, lo que podría haber sido una influencia en su interés por lo concreto y cuantificable. Estudió biomedicina en la Universidad de Upsala y completó sus estudios de doctorado en el Instituto Karolinska, su investigación estuvo enfocada en la incidencia del autismo entre los niños con padres relativamente mayores. En 2013, Frans comenzó un blog y luego se convirtió en una activa divulgadora en Twitter, su objetivo es contrarrestar los conceptos erróneos del público sobre temas científicos. 
En 2017, publicó el libro Larmrapporten, en el que enseña al público cómo distinguir entre afirmaciones científicas buenas y defectuosas. Este mismo año recibió el premio Stora Journalistpriset, en la categoría Årets Röst (Voz del año), por «luchar de manera entretenida contra la ignorancia y desmentir con agudeza científica mitos de Internet». Además, fue elegida como Årets folkbildare (Educadora popular del año), categoría del premio de Ciencia y Educación Pública, por «su capacidad para difundir conocimientos y explicar mitos y malentendidos sobre la ciencia de forma didáctica y con humor», por el que recibió 25 000 coronas suecas.
En 2018, Frans fue nombrada por el gobierno sueco como una de las tres Demokratiambassadörer (Embajadoras de la democracia) para el período 2018-2021, junto a la psicóloga Lena Anne Posner Körösi y la presidenta de Landsrådet för Sveriges Ungdomsorganisationer (Organizaciones Juveniles de Suecia), Rosaline Marbinah. Con este nombramiento, empezó a formar parte del Kommitté Demokratin 100 år (Comité de los 100 años de democracia del Gobierno), creado para avanzar y promover la democracia antes de su centenario, a través del diálogo y la creación de asociaciones con y entre diferentes partes de la sociedad.
El segundo libro de Frans, Sant, falskt, eller mittemellan? se publicó en diciembre de 2018 y busca dar respuestas científicas y explicaciones a preguntas y mitos comunes. En 2019, Frans volvió a ser nombrada Årets folkbildare (Educadora popular del año). El 13 de julio de 2019 participó en el programa de radio Sommar & Vinter i P1.
En 2121 publicó su tercer libro, Alla tvättar händerna, en el que se describe a sí misma a manera de diario, en su experiencia durante la pandemia del COVID-19.

## Obra
- 2013 - High Paternal Age and Risk of Psychiatric Disorders in Offspring. ISBN 9789175492841.[17]
- 2017 - Larmrapporten, Volante. ISBN 9789188123930.[5]
- 2018 - Sant, falskt eller mittemellan?, Volante. ISBN 9789189043718.[13]
- 2021 - Alla tvättar händerna, Volante. ISBN 9789179650889.[18]